# كلارك جي. رينولدز
كلارك جي. رينولدز (بالإنجليزية: Clark G. Reynolds)‏ هو مؤرخ ومؤرخ عسكري أمريكي، ولد في 11 ديسمبر 1939 في سان غابريل في الولايات المتحدة، وتوفي في 10 ديسمبر 2005 في Pisgah Forest, North Carolina ‏ في الولايات المتحدة بسبب نوبة قلبية.